# Жартас (Карагандинський сільський округ)
Жарта́с (каз. Жартас) — село у складі Абайського району Карагандинської області Казахстану. Адміністративний центр Карагандинського сільського округу.
Населення — 1532 особи (2021; 1483 у 2009, 1417 у 1999, 1848 у 1989).
Національний склад станом на 1989 рік:
- росіяни — 64 %.